# 具志坚幸司
具志坚幸司（日语：／ Gushiken Kōji，1956年11月12日—），日本退役男子体操运动员，曾任日本体操协会北京奥运会男子强化本部长，实际负责日本男子体操队的训练。

## 生平
具志坚幸司出生于大阪府，琉球人，本姓允。1978年毕业于日本体育大学。1980年起，具志坚开始代表日本体操队出战国际大赛。在1984年夏季奥林匹克运动会上，具志坚获得了男子全能和吊环金牌、跳马银牌、单杠铜牌，并与队友一同获得了团体铜牌。2023年入獲國際體操名人堂。